# Newfoundland and Labrador Route 320
Newfoundland and Labrador Route 320 (NL-320) is een 81 km lange provinciale weg van de Canadese provincie Newfoundland en Labrador. De weg bevindt zich in het oosten van het eiland Newfoundland. 

## Traject
Route 320 begint bij afrit 24 van provinciale route 1 (de Trans-Canada Highway), aan de westoever van de rivier de Gambo. De route gaat over zijn hele lengte in ruwweg noordoostelijke richting.
Het eerste deel van de weg volgt de noordoever van de Freshwater Bay, waarbij hij onder andere ter hoogte van de Clay Cove tot op slechts enkele meters van de kustlijn komt. Langs dit deel van het traject gaat de weg achtereenvolgens door de gemeenten Gambo, Hare Bay en Dover.
De weg gaat daarna voort doorheen de kustregio van Oost-Newfoundland, passerend doorheen de gemeenten Centreville-Wareham-Trinity en Indian Bay. Na 81 km arriveert de weg in Pound Cove, een gehucht in de gemeente New-Wes-Valley. Bij de splitsing met Highway 26 aldaar verandert de weg van naam tot Newfoundland and Labrador Route 330.